# Ioana de Pfirt

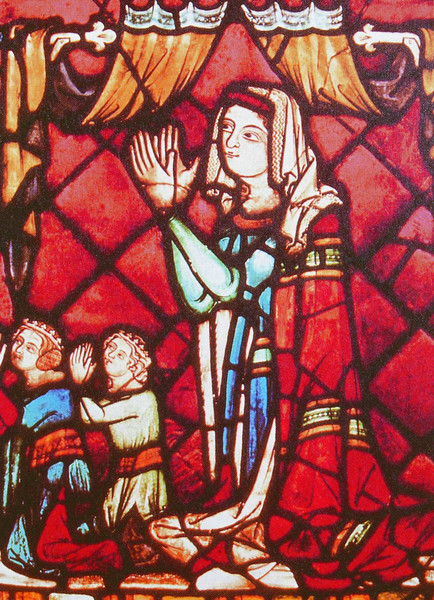
Ducesa Ioana de Pfirt (vitraliu)

Ioana de Pfirt (în franceză Jeanne de Ferrette; n. c. 1300, Basel – d. 15 noiembrie 1351, Viena) a fost contesă de Pfirt și prin căsătorie, ducesă a Austriei din 13 ianuarie 1330.
Ioana a fost fiica cea mare a lui Ulrich al III-lea (1281–1324), conte de Pfirt și a soției sale, prințesa Ioana de Mömpelgard (1284–1349), fiica contelui Reinald de Chalon-sur-Saône și nepoată a ducelui Hugo al IV-lea de Burgundia.

## Biografie

### Negocieri pentru căsătorie
Odată cu moartea lui Ulrich al III-lea, ultimul conte de Pfirt, în martie 1324 la Basel a început o epocă importantă în istoria Alsaciei. Moștenirea pe care contele a lăsat-o fiicelor sale, Ioana și Ursula, cuprindea Sundgau, sudul Munților Vosgi cu podișul strategic Poarta Burgundiei și marginea nordică a poalelor munților Jura. 
Datorită avantajelor pe care le putea obține, Leopold I de Habsburg a reacționat repede la vestea morții lui Ulrich al III-lea. El l-a trimis pe fratele său mai mic, Albert, să ceară oficial mâna Ioanei, cea mai mare dintre fiicele văduvei lui Ulrich, Ioana de Mömpelgard (în franceză: Jeanette de Montbéliard). Văduva a despăgubit-o pe fiica ei cea mică, Ursula (1315–1367), cu o sumă de bani pentru renunțarea la moștenire. Negocierile pentru căsătorie au avut succes. Ioana de Pfirt a încheiat contractul de căsătorie cu Albert pe 17 martie la Thann. Astfel singura unitate politică compactă din Alsacia urma să aparțină familiei de Habsburg.
Mama Ioanei de Pfirt s-a căsătorit din nou cu Rudolf Hessa, margraf de Baden-Baden, și a mai născut două fiice: Margareta și Adelaida.

### Căsătoria și descendenții

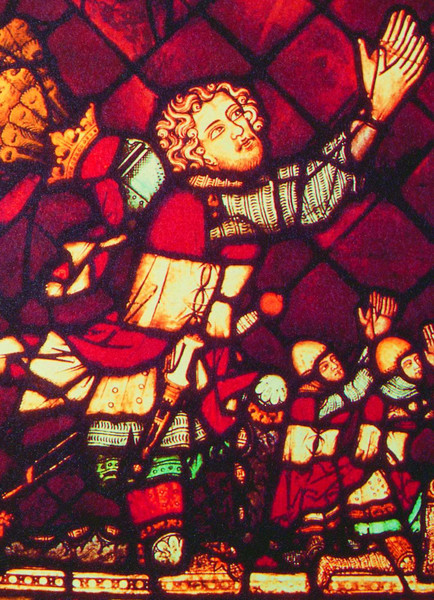
Ducele Albert al II-lea de Habsburg (vitraliu)

Pe 26 martie 1324 la Viena a avut loc nunta dintre contesa Ioana de Pfirt și ducele Albert al II-lea de Habsburg (1298-1358), fiul regelui romano-german Albert I și al soției sale, Elisabeta de Gorizia-Tirol. În 1330, ducele Albert avea deja simptome de paralizie a brațelor și picioarelor, probabil datorată poliartritei. Acesta a fost un mare nenoroc deoarece, în ciuda celor șase ani de căsătorie, Ioana nu născuse încă niciun copil. În 1337 ducele Albert a făcut un pelerinaj la moaștele sfinților renani din Köln și Aachen. Miracolul sperat s-a întâmplat: pe 1 noiembrie 1339, ducesa în vârstă de 39 de ani a născut primul ei copil, Rudolf. Deși exista credința că se pot întâmpla minuni, totuși nașterea primului copil la vârsta înaintată a ducesei, după 15 ani de căsătorie și paralizia de care suferea Albert erau motive suficiente pentru ca această minune să fie pusă la îndoială. Doar șase dintre copiii rezultați din căsătoria Ioanei de Pfirt cu Albert al II-lea au supraviețuit: 
- Rudolf al IV-lea (1339–1365) căsătorit în 1353 cu  Caterina de Luxemburg, fiica regelui Carol al IV-lea;

- Caterina (1342 –10 ianuarie 1381)[4] călugăriță la mănăstirea Sf. Clara din Viena[5]; înmormântată în Catedrala Sf. Ștefan din Viena;
- Margareta (1346–1366) căsătorită în 1359 cu contele Meinhard al III-lea de Gorizia-Tirol și în 1364 cu margraful Henric al Moraviei;

- Frederic al III-lea (1347–1362), duce al Austriei;
- Albert al III-lea cel cu Coadă (1348–1395), fondatorul ramurii Albertine a Casei de Habsburg, duce al Austriei, căsătorit în 1366 cu Elisabeta de Luxemburg și apoi în 1375 cu Beatrix de Nürnberg-Hohenzollern, fiica lui Frederic al V-lea;

- Leopold al III-lea cel Drept (1351–1386), fondatorul ramurii Leopoldine a Casei de Habsburg, duce al Austriei, căsătorit în 1365 cu Viridis Visconti, fiica lui Bernabò Visconti, stăpânul orașului Milano.

Alți cinci copii ai cuplului s-au născut morți sau au murit fără nume la scurt timp după naștere. Toți au fost îngropați în Cripta ducală din Catedrala Sf. Ștefan din Viena.
În anul nașterii primului lor copil, familia de Habsburg pierduse deja toți moștenitorii de sex masculin, iar dinastia părea că se va stinge.

### Contribuția la mărirea teritoriilor familiei
Ducesa Ioana a Austriei, născută contesă de Pfirt, a fost o femeie neobișnuit de interesantă pentru timpul în care a trăit, inteligentă și prudentă deopotrivă. Talentată din punct de vedere politic, ea a fost un adevărat sprijin pentru soțul ei. Deși cel mai probabil căsătoria ei cu Albert nu a fost una din dragoste, ea a fost sigur una datorată moștenirii pe care urma să o aducă în familie: dieceza Basel. Totuși, Albert nu-și putea dori o soție care să fie mai eficientă în eforturile de a asigura și de a mări proprietățile familiei. Deoarece paralizia îi provoca mari dificultăți în timpul călătoriilor, în1335 el a trimis-o pe Ioana într-o misiune diplomatică. Ea a călătorit la Aquileia pentru a-l convinge pe patriarh să ia parte la o alianță  premergătoare planului ce urma să aducă în final Casei de Habsburg ducatele Carintia, Craina și Marca Windisch. În 1336 Ioana a intermediat pacea dintre familia de Habsburg și cea de Luxemburg, ceea ce a adus ulterior habsburgilor teritorii care se întindeau până la Marea Adriatică. În 1347 la Seefeld în Austria Inferioară, regele romano-german ales, Carol al IV-lea, a dat ducelui Albert și fiilor săi feudele Austria, Stiria, Carintia, Craina și Marca Vindica. Paralizat, dar înțelept, ducele Albert iubitor de pace, era totuși un războinic priceput și nu ezita în fața acțiunilor militare dacă acestea promiteau obținerea unor avantaje. Astfel el a folosit următoarea ocazie pentru a ataca Patriarhia Aquileia. Soția sa, Ioana intermediase alianța din 1335 pentru a obține sprijinul necesar împlinirii ambițiilor soțului ei privind ducatul Carintia, dar pentru că acesta dobândise deja Carintia, Craina și Marca Windisch, nu mai avea nevoie de aliatul său. Astfel el a acaparat Patriarhiile Chiusa, San Michele⁠(d), Venzone, Gemona și alte câteva localități. Așa a început înaintarea familiei de Habsburg în ținuturile italiene.
Când Ioana a murit la nașterea ultimului ei fiu la vârsta de 51 de ani, ea a fost îngropată în cripta bisericii Kartause Gaming, pe care soțul ei o întemeiase în 1330. În 1358 Albert a fost înmormântat lângă soția sa.

## Concluzii
Ioana de Pfirt, una dintre cele mai importante femei din istoria familiei de Habsburg, a reușit să schimbe soarta acesteia atunci când părea deja sortită dispariției. Mult timp istoria a dat uitării această pereche ciudată. Odată cu secularizarea averilor mănăstirești în timpul împăratului Iosif al II-lea, au fost valorificate sicriele scumpe ale celor doi soți aflate în biserica Kartause Gaming. Mai târziu împăratul Francisc al II-lea, aflând despre soarta rămășițelor lor, a dat ordin ca ei să fie din nou înmormântați cu cinste în cripta aceleiași biserici, probabil înțelegând că Albert și Ioana au făcut pentru familia de Habsburg mult mai mult decât unii dintre împărații care au urmat.